# سحلية دودية بيكرية
سحلية دودية بيكرية (الاسم العلمي: Amphisbaena bakeri) (بالإنجليزية: Baker's worm lizard)‏ هي نوع من الزواحف يتبع جنس السحلية الدودية من الفصيلة السحالي الدودية.